# Ellsworth Air Force Base

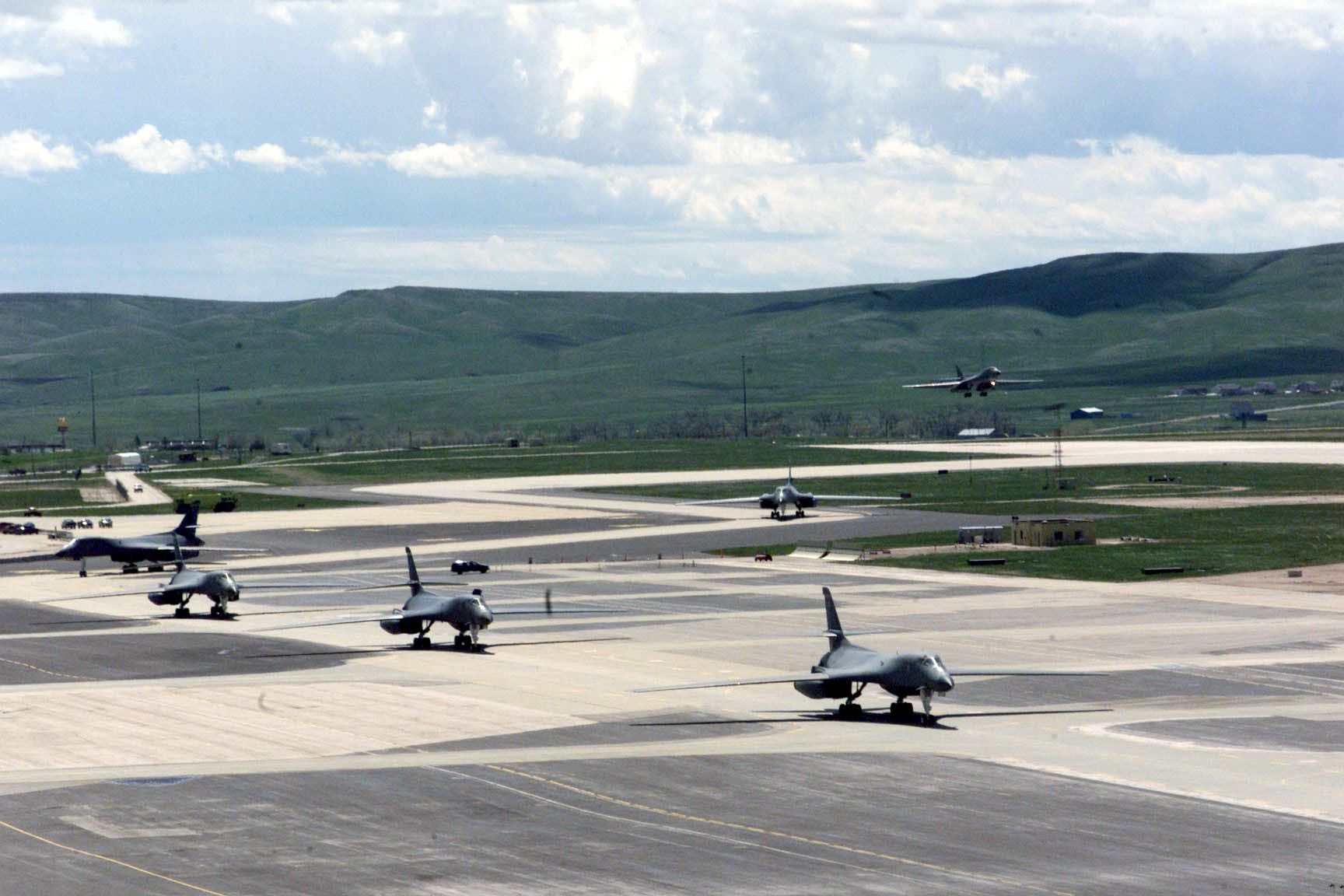
Bombflygplan av typ B-1B Lancer på Ellsworth Air Force Base under 2010.

Ellsworth Air Force Base är en militär flygplats (IATA: RCA, ICAO: KRCA, FAA LID: RCA) tillhörande USA:s flygvapen som är belägen i Meade County och Pennington County i delstaten South Dakota 16 kilometer nordöst om Rapid City.

## Bakgrund
Flygbasen uppfördes 1942 som Rapid City Army Air Base och där tränades besättningar för bombflygplanet B-17 Flying Fortress. Efter andra världskrigets slut övergick verksamheten till att träna spanings- och stridsflyg av typerna P-38 Lightning och P-51 Mustang. Efter ett års nedlagd verksamhet återöppnades basen 1947 som Rapid City Air Force Base som därefter fick husera 28th Bombardment Wing som flög med B-29 Superfortress. I januari 1948 ändrade flygvapenstabschefen Carl A. Spaatz namnet på flygbasen till Weaver Air Force Base, men efter protester återställde flygvapenminister Stuart Symington det tidigare namnet i juni samma år.
13 juni 1953 besökte USA:s president Dwight Eisenhower flygbasen för att namnge basen efter brigadgeneral Richard E. Ellsworth (1911–1953) som nyligen omkommit i en flygolycka. Från 1957 var bombflygplan av typen B-52 Stratofortress stationerade på Ellsworth Air Force Base. Från 1962 och fram till 1994 fanns flera robotsiloer för interkontinentala ballistiska robotar på Ellsworth, först HGM-25A Titan I och därefter LGM-30 Minuteman.
Mellan 1986 och 1987 fasades B-52:orna ut och B-1:orna fasades in.

## Verksamhet

### 28th Bomb Wing
Värdförbandet är 28th Bomb Wing som flyger med B-1B Lancer och ingår i Air Force Global Strike Command/Eighth Air Force.

### 44th Missile Wing
I oktober 1960 aktiverades 850th Strategic Missile Squadron på basen för att börja förbereda utplaceringen av USA:s första interkontinentala ballistiska robot HGM-25A Titan I. 1962 överfördes 850th Strategic Missile Squadron till den nyuppsatta 44th Missile Wing, strax efteråt började skvadronens nio stycken Titan I-robotar att placeras ut i sina robotsilos på tre olika robotbaser. Titan I-robotarna tillhörande basen togs ur beredskap den 4 januari 1965 och 850th Strategic Missile Squadron lades ner den 25 mars samma år. Under 1962 tillfördes 44th Missile Wing tre nya skvadroner för den nya LGM-30A Minuteman I, den första 66th Missile Squadron i juli, 67th Missile Squadron i augusti och 68th Missile Squadron i september 1962. Varje skvadron hade fem stycken Launch Control Center, underjordiska avfyringscentraler, som kontrollerar tio robotar i sina silos. I oktober 1971 började robotarna byttas ut till den modernare LGM-30F Minuteman II något som var klart i mars 1973. I september 1991 avfördes 44th Missile Wings robotar från kärnvapenberedskapen alla robotar avlägsnades från sina silos, silos och avfyringscentraler avaktiverades, en process som var klar i april 1994. 44th Missile Wing avaktiverades den 4 juli 1994.